# Чемпионат Туркменистана по футболу 2021
Чемпионат Туркменистана по футболу 2021 — 29-й по счёту сезон высшего дивизиона системы футбольных лиг Туркменистана. Чемпионский титул седьмой год подряд защищает «Алтын асыр» из Ашхабада. Точные даты начала и окончания чемпионата: с 20 октября 2021 года по 19 декабря 2021 года.

## Регламент
В чемпионате принимают участие 8 команд. Турнир проходит в два круга (14 туров).

## Участники
В 29-м чемпионате Туркменистана по футболу принимают участие следующие футбольные клубы:
| Команда      | Город            | Стадион                      | Вместимость стадиона | Экипировка | Генеральный спонсор                                     | Место в Высшей лиге 2020 |
| ------------ | ---------------- | ---------------------------- | -------------------- | ---------- | ------------------------------------------------------- | ------------------------ |
| «Алтын Асыр» | Ашхабад          | «Ашхабад»                    | 20 000               | Puma       | TM CELL                                                 | 1                        |
| «Ахал»       | Аннау            | «Ашхабад»                    | 20 000               | Jako       | Главное управление «Туркменнебитонумлери»               | 2                        |
| «Ашхабад»    | Ашхабад          | «Ашхабад»                    | 20 000               | Jako       | Хякимлик Ашхабада                                       | 5                        |
| «Небитчи»    | Балканабад       | «Спорт топлумы» (Балканабад) | 10 000               | Nike       | Государственный концерн «Туркменнефть»                  | 7                        |
| «Копетдаг»   | Ашхабад          | «Копетдаг»                   | 26 000               | Joma       | МВД Туркменистана                                       | 4                        |
| «Мерв»       | Мары             | «Спорт топлумы» (Мары)       | 20 000               | Joma       | Государственный концерн «Туркменгаз»                    | 6                        |
| «Шагадам»    | Туркменбашы      | «Шагадам»                    | 5000                 | Adidas     | Туркменбашинский комплекс нефтеперерабатывающих заводов | 3                        |
| «Энергетик»  | Марыйский велаят | «Энергетик»                  | 1000                 | Nike       | Марыйская ГРЭС                                          | 8                        |

### Региональное распределение
| Регион            | Кол-во команд | Команды                       |
| ----------------- | ------------- | ----------------------------- |
| Ашхабад           | 3             | Алтын Асыр, Ашхабад, Копетдаг |
| Балканский велаят | 2             | Балкан, Шагадам               |
| Марыйский велаят  | 2             | Мерв, Энергетик               |
| Ахалский велаят   | 1             | Ахал                          |

## Составы
| Клуб         | Главный тренер                                          | Капитан              |
| ------------ | ------------------------------------------------------- | -------------------- |
| «Алтын Асыр» | Язгулы Ходжагельдыев                                    | Ахмет Атаев          |
| «Ахал»       | Ходжаахмед Аразов                                       | Эльман Тагаев        |
| «Ашхабад»    | Довлетмурад Аннаев                                      | Довран Оразалиев     |
| «Небитчи»    | Аманклыч Кочумов                                        | Гуванч Абылов        |
| «Копетдаг»   | Тофик Шукуров                                           | Сардармурат Байрамов |
| «Мерв»       | Махтумкули Бегенджев / Рахим Курбанмамедов (с 8 ноября) | Сердарали Атаев      |
| «Шагадам»    | Рахмангулы Байлиев                                      | Ихлас Магтымов       |
| «Энергетик»  | Сердар Гараджаев                                        | Максат Атагаррыев    |

## Турнирная таблица
| Поз | Команда           | И  | В  | Н | П  | МЗ | МП | РМ  | О  | Квалификация или выбывание                |
| --- | ----------------- | -- | -- | - | -- | -- | -- | --- | -- | ----------------------------------------- |
| 1   | Алтын Асыр (Ч, К) | 14 | 11 | 1 | 2  | 28 | 15 | +13 | 34 | Выход в групповой этап Кубка АФК          |
| 2   | Ахал (К)          | 14 | 8  | 5 | 1  | 25 | 11 | +14 | 29 | Выход в групповой этап Лиги чемпионов АФК |
| 3   | Шагадам           | 14 | 6  | 3 | 5  | 23 | 20 | +3  | 21 |                                           |
| 4   | Копетдаг          | 14 | 5  | 6 | 3  | 22 | 18 | +4  | 21 |                                           |
| 5   | Мерв              | 14 | 4  | 5 | 5  | 23 | 21 | +2  | 17 |                                           |
| 6   | Ашхабад           | 14 | 3  | 4 | 7  | 19 | 24 | −5  | 13 |                                           |
| 7   | Небитчи           | 14 | 3  | 4 | 7  | 8  | 15 | −7  | 13 |                                           |
| 8   | Энергетик         | 14 | 1  | 2 | 11 | 9  | 33 | −24 | 5  |                                           |

1. 1 2  Лицензию на участие в Лиге чемпионов АФК получил только «Ахал», остальные команды боролись за попадание в Кубок АФК.[12][13]

## Бомбардиры
| # | Игрок                 | Клуб       | Количество голов |
| - | --------------------- | ---------- | ---------------- |
| 1 | Эльман Тагаев         | Ахал       | 10               |
| 2 | Гурбангельды Сахедов  | Ашхабад    | 8                |
| 3 | Бегенч Аламов         | Мерв       | 7                |
| 4 | Бегенч Акмамедов      | Копетдаг   | 6                |
| 4 | Алтымурад Аннадурдыев | Алтын Асыр | 6                |
| 4 | Назар Товакелов       | Шагадам    | 6                |